# Grass Roots Group
Die Grass Roots Group ist ein Anbieter für Employee und Customer Engagement-Lösungen aus dem Vereinigten Königreich.

## Unternehmensprofil
Der Hauptsitz des Konzerns befindet sich in Tring, England. Die Grass Roots Group hat rund 1.100 Mitarbeitern in 15 Ländern (2010) und gehört zu 48 %  zur WPP-Gruppe, dem weltweiten Marktführer für Marketing- und Kommunikationsservices. Dem ehemaligen CEO David Evans MBE gehören derzeit 30 % des Unternehmens. Seit 2013 ist der neue CEO Richard Bandell.

## Geschichte
David Evans gründete das Unternehmen 1980 in Tring, England.  1986 wurde die Grass Roots Group Teil des WPP-Konzerns. Heute agiert das Unternehmen an 26 Standorten weltweit und betreut etwa 2.100 Kunden. Die deutsche Tochtergesellschaft besteht seit 2005. Grass Roots UK wurde 2012 zum fünften Mal innerhalb von sechs Jahren in die Sunday Times Liste „100 best mid-sized UK companies to work for 2012“ aufgenommen.

## Bereiche des Unternehmens
| Employee Solutions      | Mitarbeiterbindungsprogramme, Mitarbeiterprämien und -incentives, Mitarbeiterbefragungen, Employer Branding, Learning, JobRad    |
| Customer Engagement     | Digitale Lösungen, Customer Experience, Mystery Shopping, Hotline Evaluation, Insights, Treueprogramme, Vertriebskanal-Programme |
| Promotions & Incentives | Trade Promotions, Channel Incentives, Fixed-Fee-Konzept, Pure Card, Incentive-Reisen                                             |
| Meetings & Events       | Events, Strategic Meetings Management, Teilnehmermanagement, Live Production                                                     |

## Grass Roots Germany
Das deutsche Tochterunternehmen Grass Roots Germany hat seinen Sitz in Düsseldorf. Dort arbeiten derzeit 60 Mitarbeiter an Lösungen und Performance-Management-Programmen.
Zu den Kunden  gehören Audi, Dior, Ergo, Ford, Merck, Opel, SAP, Sony, Tchibo, O2, TUI, Deutsche Telekom und Volkswagen.

## Grass Roots Switzerland
Der Sitz des schweizerischen Tochterunternehmens Grass Roots Switzerland befindet sich in Zürich, wo 15 Mitarbeiter vornehmlich an Event- und Reward-Programmen arbeiten. Zu den Kunden gehören u. a. Ford, Opel, Cadillac, Roche, Swiss Re, Actelion, Microsoft, Bristol-Myers Squibb, Alstom, Schweizer Medienverband etc.